# Organisation (formație)
Organisation a fost o trupă Krautrock experimentală, care a fost predecesoarea imediată a trupei Kraftwerk. 
Există un video live înregistrat de postul TV german WDR, cu trupa performând "Ruckzuck", o melodie care a apărut pe primul album Kraftwerk în 1970.

## Membrii
- Ralf Hütter - orgă Hammond
- Florian Schneider-Esleben - flaut, clopoțel, vioară electrică, percuții
- Basil Hammoudi - congas, cutie muzicală, bongos, percuții, voce
- Butch Hauf - chitară bas, ciocan plastic, percuții
- Alfred Monicks - percuții, bongos
- Konrad Plank - inginer de sunet

Au mai fost incluși uneori si Charly Weiss, Peter Martini și Paul Lorenz.